# Thelma Hopkins (atletinja)
Thelma Elizabeth Hopkins-McClernon, severnoirska atletinja, * 16. marec 1936, Kingston upon Hull, Anglija, Združeno kraljestvo, † 10. januar 2025, Edmonton, Kanada.
Nastopila je na poletnih olimpijskih igrah v letih 1952 in 1956, ko je osvojila naslov olimpijske podprvakinje v skoku v višino, leta 1952 je bila četrta. Na evropskih prvenstvih je osvojila naslov prvakinje leta 1954. 5. maja 1956 je postavila nov svetovni rekord v skoku v višino z 1,74 m, veljal je dobra dva meseca.